# Lepithrix albomaculata
Lepithrix albomaculata är en skalbaggsart som beskrevs av Dombrow 2001. Lepithrix albomaculata ingår i släktet Lepithrix och familjen Melolonthidae. Inga underarter finns listade i Catalogue of Life.